# Таранова, Елена Ивановна
Елена Ивановна Таранова (род. 23 августа 1961, Баку, Азербайджанская ССР) — азербайджанская спортсменка, стрелок-паралимпиец (пулевая стрельба), серебряная призёрка Паралимпиады 2000 года, бронзовая призёрка Паралимпиады 2004 года, участница Паралимпийских игр 2008, Паралимпийских игр 2012, Паралимпийских игр 2016 и Паралимпийских игр 2020, обладатель Кубка мира 2010, 2011 и 2015 гг., бронзовая призёрка чемпионата мира (2014), чемпионка Европы (2013). Член клуба «Нефтчи». Первая в 2011 году в мировом рейтинге в стрельбе из пневматического пистолета с 10 метров, в 2012 — 4-я.

## Биография

### Ранние годы. Начало спортивной карьеры
Родилась Елена Таранова в Баку 23 августа 1961 года. В детстве занималась лёгкой атлетикой и волейболом. В 15 лет заболела миелитом и вынуждена была оставить спорт.
Вернулась в спорт в 1999 году уже в качестве паралимпийца. Узнав, что в Национальном паралимпийском комитете открылась секция пулевой стрельбы, записалась в неё. Заслуженный тренер Азербайджанской Республики Владимир Лунев за 1,5 года подготовил её к Паралимпиаде в Сиднее, где Таранова завоевала серебро в стрельбе из произвольного пистолета на дистанции 50 метров среди женщин, а в стрельбе из пневматического пистолета на дистанции 10 метров среди женщин стала восьмой.
В 2002 году участвовала на чемпионате мира, который проходил в Корее, где была пятой в стрельбе из пневматического оружия.
На чемпионате Европы 2001 года заняла второе место в стрельбе из произвольного пистолета с 50 метров и завоевала «бронзу» на «пневматике», завоевав лицензию на Паралимпийские игры 2004. Там же она заняла третье место в стрельбе  в стрельбе из пневматического пистолета с 10 метров. Через год на чемпионате Европы в польском городе Вроцлав Таранова также заняла третье место.
В 2008 году за вклад в развитие спорта в Азербайджане Таранова в соответствии с распоряжением президента Азербайджана была награждена медалью «Прогресс».

### 2010-е
В мае 2010 года выиграла золото на Кубке мира во французском Вулмеранже в стрельбе из пневматического пистолета с 10 метров, в июле же на чемпионате мира в Загребе стала 8-й.
В октябре 2011 года выиграла две золотые медали на Кубке мира в Коламбусе, получив лицензии на летние Паралимпийские игры 2012, которые прошли в Лондоне. На этих играх Таранова в стрельбе из пневматического пистолета на 10 м заняла 7-е место.
В 2013 году на чемпионате Европы, проходившем в Аликанте, Елена Таранова заняла третье место в командном зачёте в стрельбе из произвольного пистолета на 50 м, а в стрельбе из пневматического пистолета на 10м завоевала первое место ,  обновив мировой рекорд и рекорд Европы.
В марте 2014 года Таранова с результатом в 194,5 очков заняла второе место в стрельбе на 10 м из пневматического пистолета. В июле этого же года сборная Азербайджана, в составе которой была и Таранова, заняла третье место в стрельбе на 50 метров на чемпионате мира в городе Зуль в Германии.
В 2016 году по случаю 20-летнего юбилея создания Национального паралимпийского комитета Азербайджанской Республики и за заслуги в развитии паралимпийского движения в Азербайджане Таранова в соответствии с распоряжением президента Азербайджана была награждена «Почётным дипломом Президента Азербайджанской Республики».
На Паралимпийских играх 2016 Таранова в стрельбе из пневматического пистолета с 10 метров заняла четвёртое место.

### 2020-е
На Паралимпийских играх 2020 в Токио Таранова в стрельбе на 10 м с 538 очками заняла 16-е место среди 18 участников и не вышла в финал. В стрельбе же на 25 м она с 516 очками стал 29-й среди 30 спортсменов и также не пробилась в финал.
В декабре 2022 года стала победительницей чемпионата Азербайджана по пулевой стрельбе среди паралимпийцев в командном зачёте. В апреле 2023 года выиграла бронзу на чемпионате Азербайджана по стрельбе.